# Hans-August Vowinckel
Hans-August Vowinckel (* 20. November 1906 in Siegen; † 24. Juli 1941 in Smolensk) war ein westfälischer Schriftsteller. Er wurde bekannt durch seine Erzählung Der Kampf im Forst. Die Erzählung behandelt eine Wilderergeschichte aus dem Odenwald aus der Zeit nach den Befreiungskriegen in den Jahren 1813–15.

## Leben
Vowinckel wurde als Angehöriger einer Propagandakompanie und Kriegsberichterstatter im Feindflug über Smolensk abgeschossen. Er sah sich in einem Volkstumskampf. "Unser Volk" befinde sich, bemerkte er im Dezember 1940, mit diesem Krieg in einem "Existenzkampf". Das sei sein "Schicksal". Es kämpfe für eine "Mission". Der Krieg sei ein großartiger Kampf und ein "göttliches Schicksal".
Das Buch Der Dichter und Soldat. Ein Ehrenbuch publizierte die Witwe Renate Vowinckel des Autors. Es war eine Art literarischer Nachlass und umfasst vor allem Briefe, Fotos und Gedichte. Es handelte sich dabei auch um einen Beitrag zur Kriegspropaganda. Die Schrift wurde 1947 von der Deutschen Verwaltung für Volksbildung in der sowjetischen Besatzungszone auf die Liste der auszusondernden Literatur gesetzt.
Der Literaturwissenschaftler Horst Denkler ordnet Vowinckels Heimatliteratur 2006 als propagandistische Beiträge ein. Die Kategorie "Heimat" sei im regimestabilisierenden Sinn aufgeladen und politisiert. Diese Politisierung nehme zu, wenn – wie in Vowinckels Beiträgen – "Heimat" bedroht oder verloren zu gehen scheine, wenn sie verteidigt oder anderswo neu erobert werden solle. „Heimatstiftung durch Sieg über ‚Unordnung und Auflehnung’“.

## Schriften
- Schiller als Dichter der Geschichte. Eine Auslegung des Wallenstein, Berlin 1938 (Dissertation Universität Freiburg)
- Der Kampf im Forst. Erzählung, Stuttgart 1940 (in russischer Sprache: Borba w lesu. Rasskaz, o. O. 1943)